# Майцзи
Майцзи́ (кит. упр. 麦积, пиньинь Màijī) — район городского подчинения городского округа Тяньшуй провинции Ганьсу (КНР). Название района происходит от находящейся на его территории горы Майцзишань.

## История
Во времена империи Цинь здесь были созданы уезды Мяньчжу (绵诸县) и Шангуй (上邽县).
При империи Тан была создана область Циньчжоу (秦州), которой был подчинён уезд Шангуй.
Во времена империи Юань в этих местах находился уезд Чэнцзи (成纪县) области Циньчжоу. При империи Мин уезд Чэнцзи был расформирован, и эти земли перешли под непосредственное управление областных властей. При империи Цин в 1729 году область Циньчжоу была поднята в статусе до «непосредственно управляемой» (то есть стала подчиняться непосредственно властям провинции Ганьсу, минуя промежуточную стадию в виде управы). После Синьхайской революции в Китае была проведена реформа структуры административного деления, и области были упразднены, а на землях, ранее напрямую подчинённых властям области Циньчжоу, в 1913 году был создан уезд Тяньшуй (天水县).
В декабре 1949 года был создан Специальный район Тяньшуй (天水专区), состоящий из 8 уездов. В феврале 1950 года урбанизированная часть уезда Тяньшуй была выделена в городской уезд Тяньшуй. В 1958 году уезд Тяньшуй был присоединён к городскому уезду Тяньшуй.
В декабре 1961 года уезд Тяньшуй был воссоздан. В 1969 году Специальный район Тяньшуй был переименован в Округ Тяньшуй (天水地区).
В сентябре 1984 года городской уезд Тяньшуй был поднят в статусе до города субпровинциального значения, при этом его территория была разделена на районы Циньчэн (秦城区) и Бэйдао (北道区). В апреле 1985 года район Бэйдао был расформирован, а его территория присоединена к уезду Тяньшуй.
Постановлением Госсовета КНР от 8 июля 1985 года Округ Тяньшуй был преобразован в Городской округ Тяньшуй. Уезд Тяньшуй и городской субпровинциального значения Тяньшуй были при этом расформированы, 17 волостей юго-западной части бывшего уезда Тяньшуй были присоединены к району Циньчэн, а остальные 22 волости и посёлок Бэйдао были объединены в район Бэйдао.
30 сентября 2004 года район Циньчэн был переименован в Циньчжоу, а район Бэйдао — в Майцзи.

## Административное деление
Район делится на 3 уличных комитета, 15 посёлков и 2 волостей.